# Cappello d'Envie
Il Cappello d'Envie (2.638 m s.l.m.) è una montagna delle Alpi Cozie che si trova in Piemonte (Città metropolitana di Torino).

## Descrizione

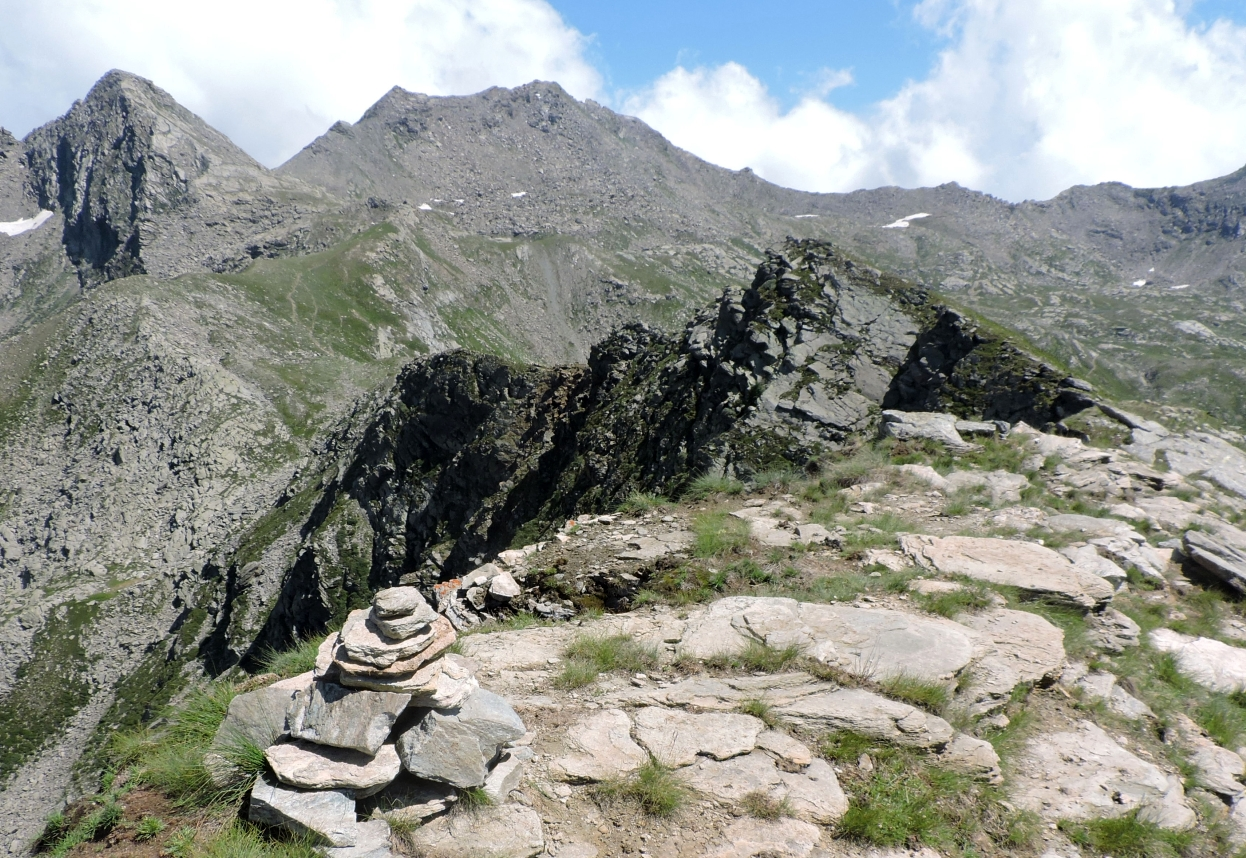
L'anticima vista dalla elevazione principale; sullo sfondo le punte Founset (sin.) e Cialancia

Il Cappello d'Envie si trova sullo spartiacque tra l'altopiano dei Tredici Laghi e il vallone del rio d'Envie (dove si trova il lago d'Envie), entrambi tributari della Val Germanasca. La montagna è caratterizzata dalla presenza di una marcata anticima a est della elevazione principale; una sella a 2.542 metri di quota, ancora più ad est, la divide dalla Punta Founset (2.298 m). Amministrativamente il Cappello d'Envie si trova in comune di Prali.

## Salita alla vetta
Si può salire sulla vetta partendo da Ghigo di Prali, eventualmente sfruttando per l'avvicinamento la funivia dei Tredici laghi. In questo caso il dislivello si riduce di molto perché la stazione di monte (Bric Rond) si trova a 2.540 metri di altezza. Il Cappello di Envie è anche una nota meta invernale per gite con gli sci o con le ciaspole.È anche possibile raggiungere la vetta per una via di arrampicata che sale dal lato nord della cima.

## Cartografia
- Cartografia ufficiale italiana dell'Istituto Geografico Militare (IGM) in scala 1:25.000 e 1:100.000, consultabile on line
- 5 - Val Germanasca e Val Chisone, scala 1:25.000, ed. Fraternali
- 1 - Valli di Susa, Chisone e Germanasca, scala 1:50.000, ed. IGC - Istituto Geografico Centrale